# Недељко Бајић Баја
Недељко Бајић Баја (Шипово, 9. јун 1968) је босанскохерцеговачки и српски поп-фолк певач.

## Биографија
Рођен је у граду Шипову. Одрастао је у вишечланој радничкој породици са мајком, оцем, два брата и две сестре. Музиком се бави од шесте године. Завршава туристичку школу, смер угоститељство. Године 1988. одлази у војску, служи у морнарици Пула—Сплит. Након тога борави кратко у Зрењанину и живот до 1999. године наставља у Новом Саду. Почетком 2000. године прелази за Београд али и паралелно на још једну адресу — Беч (Аустрија).
Године 1992. снима прву плочу, са Драганом Стојковићем Босанцем. Три године касније почиње сарадњу са Новицом Урошевићем и та сарадња резултује хит албумом Усијање, тако да већ 1996. године Баја добија прву награду публике на фестивалу народне музике „Моравски бисери” (песма Сузе на венчању). Потом награде услеђују једна за другом, од најпрестижнијих „Гран при” до Оскара популарности и многих других музичких признања у Србији и широм света.

## Фестивали
- 1996. Моравски бисери - Сузе на венчању, победничка песма
- 2003. Моравски бисери - Драгана

## Дискографија
- Време брише све (1992)
- Ех Нено, Нено (1994)
- Усијање (1996)
- Љубавник (албум) (1997)
- Чежња страст и мржња (1998)
- Светски човек (1999)
- Дошло време (2002)
- Коктел љубави (2004)
- Записано у времену (2007)
- Албум драгих успомена (2010)
- Снови од стакла (2014)

### Дуети и сарадње
- Свадба ће да буде (1997) дует са Аницом Миленковић
- Снови од стакла (2014) на овој песми учествовао је музичар Оливер Катић

### Видеографија
| Спот                             | Година | Режисер        |
| -------------------------------- | ------ | -------------- |
| Мало коцкам, мало пијем          | 1992   |                |
| Ех, Нено, Нено                   | 1994   |                |
| Моја љубави                      | 1994   |                |
| Пијан сам                        | 1994   |                |
| Завичај                          | 1996   |                |
| Боја очију                       | 1996   |                |
| Бежи даље                        | 1996   |                |
| Љубавник на дуге стазе           | 1997   |                |
| Кад би људи били људи            | 1997   |                |
| Драгана                          | 2002   |                |
| После тебе                       | 2002   |                |
| Шта ме брига                     | 2002   |                |
| Ако те воли више                 | 2004   |                |
| Знакови                          | 2004   |                |
| Блокада                          | 2004   |                |
| Харала си мојом душом            | 2004   |                |
| Мини сукња                       | 2004   | CODE           |
| Записано је у времену            | 2007   |                |
| Тип топ                          | 2007   |                |
| Немогућа мисија                  | 2007   |                |
| Земља љубави                     | 2007   |                |
| Романса                          | 2007   |                |
| Зелени дол                       | 2009   |                |
| Додир неба                       | 2010   | Cinnamon FILMS |
| Албум драгих успомена            | 2011   | Cinnamon FILMS |
| Сећање на нас                    | 2012   | Cinnamon FILMS |
| Ти опрости                       | 2012   | Cinnamon FILMS |
| Мокра до коже                    | 2012   | Cinnamon FILMS |
| Снови од стакла                  | 2014   | Cinnamon FILMS |
| Вредна чекања                    | 2014   | Cinnamon FILMS |
| Од љубави јаче                   | 2014   | Cinnamon FILMS |
| Снага ветра                      | 2014   | Cinnamon FILMS |
| Састанак са срећом               | 2015   | Cinnamon FILMS |
| Љубав                            | 2015   | Cinnamon FILMS |
| Рођен спреман                    | 2016   | Cinnamon FILMS |
| Сам у ноћи                       | 2016   | Cinnamon FILMS |
| Ноћни такси                      | 2017   | Cinnamon FILMS |
| Кључ                             | 2017   | Cinnamon FILMS |
| Шта ти фали кад ти ништа не фали | 2018   | Cinnamon FILMS |
| Огледало среће                   | 2018   | Cinnamon FILMS |
| Светионик                        | 2018   | Cinnamon FILMS |
| У срећу прерушен                 | 2024   | Cinnamon FILMS |
| Слатки лопов                     | 2024   | Cinnamon FILMS |
| Хвала ти                         | 2024   | Cinnamon FILMS |
| И за дан и за ноћ                | 2025   | Cinnamon FILMS |